# Nathalie du Pasquier
Nathalie Du Pasquier (nacida en 1957) es una artista y diseñadora radicada en Milán conocida principalmente por su trabajo como miembro fundador del Grupo Memphis. Su obra inicial incluye muebles, textiles, diseños de ropa y joyería, además de trabajos icónicos en decoración y patrones. Desde 1987 se dedica constantemente a la pintura. 

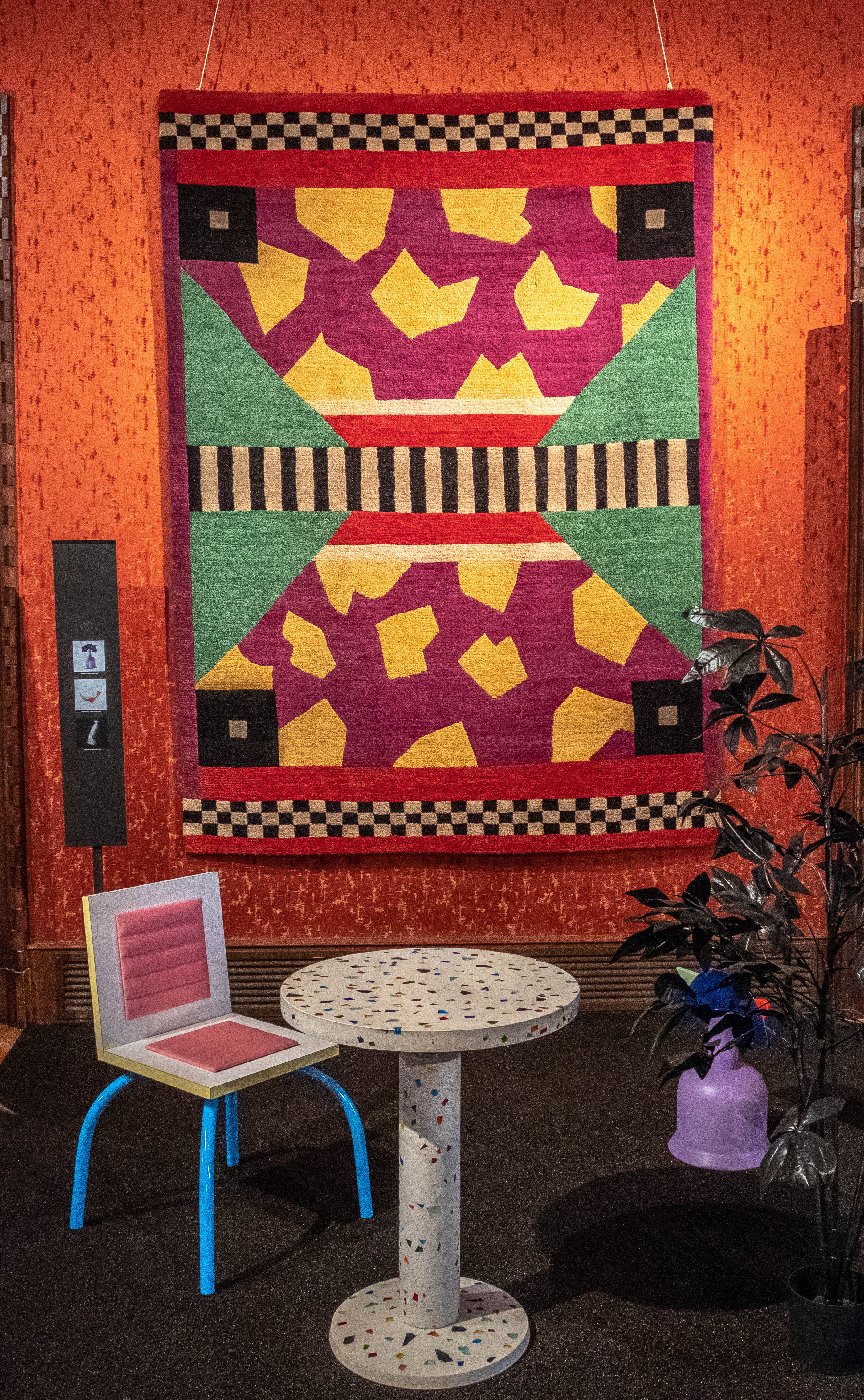
Alfombra de Nathalier Du Pasquier 1985

## Primeros años

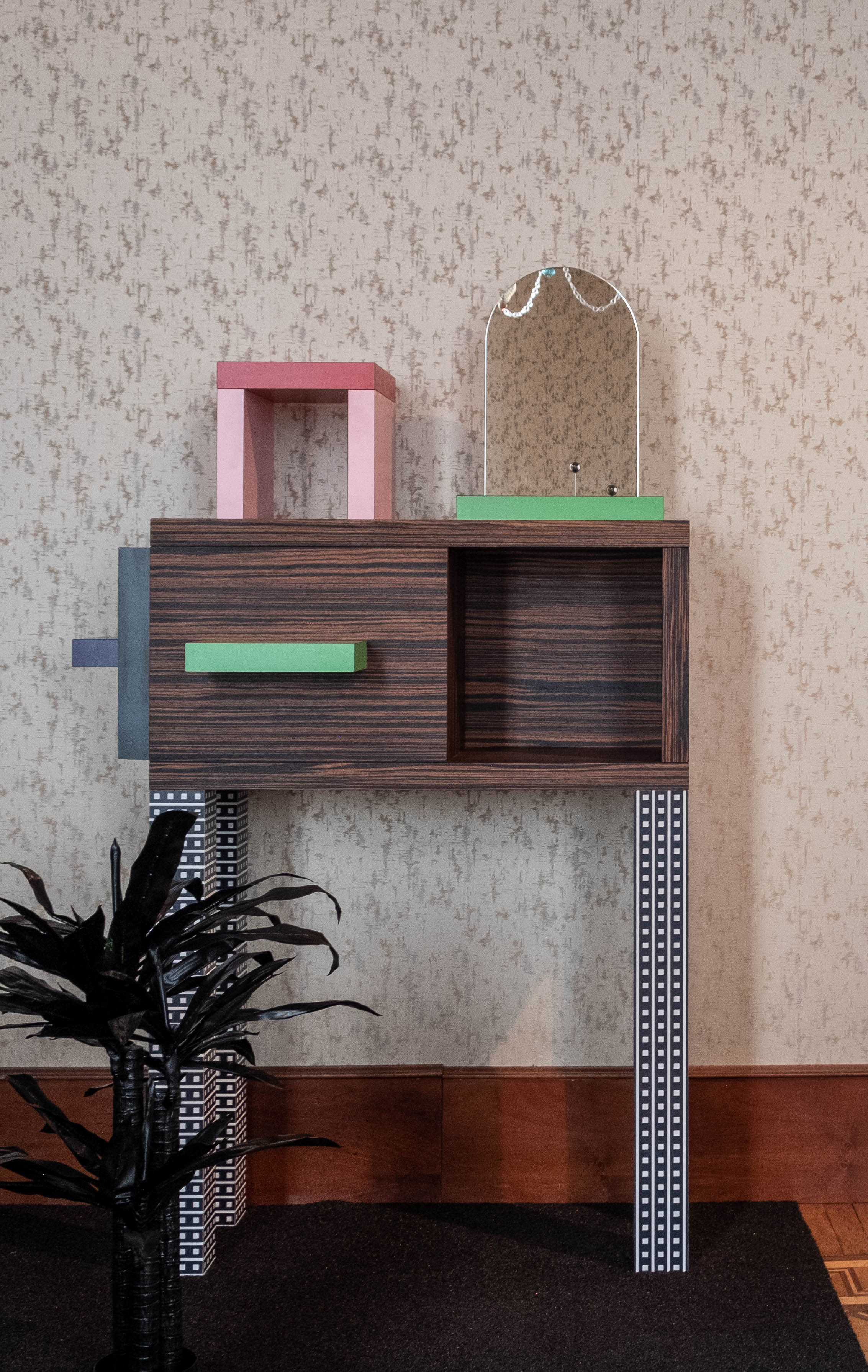
Memphis Emerald por Nathalie Du Pasquier

Du Pasquier nació en Burdeos, Francia, en 1957. Du Pasquier recibió la influencia de sus padres. Su madre era historiadora del arte, lo que hizo que Du Pasquier apreciara el arte clásico. De 1975 a 1977 viajó por Gabón y África Occidental, y en 1979 se trasladó a Milán.  Du Pasquier se inspiró en el arte y la música africanos. 

## Carrera

### Grupo Memphis
En Milán, conoció al diseñador George Sowden y en 1981, el diseñador y arquitecto Ettore Sottsass les pidió a ella y a Sowden que se convirtieran en dos de los miembros fundadores del Grupo Memphis.  Du Pasquier, el miembro más joven del Grupo Memphis, diseñó textiles y muebles.  El grupo era conocido por realizar trabajos bajo el lema "la forma sigue a la diversión".  Después de que el Grupo Memphis se disolvió, Du Pasquier cambió su enfoque para trabajar en su carrera en solitario como pintora y escultora. 

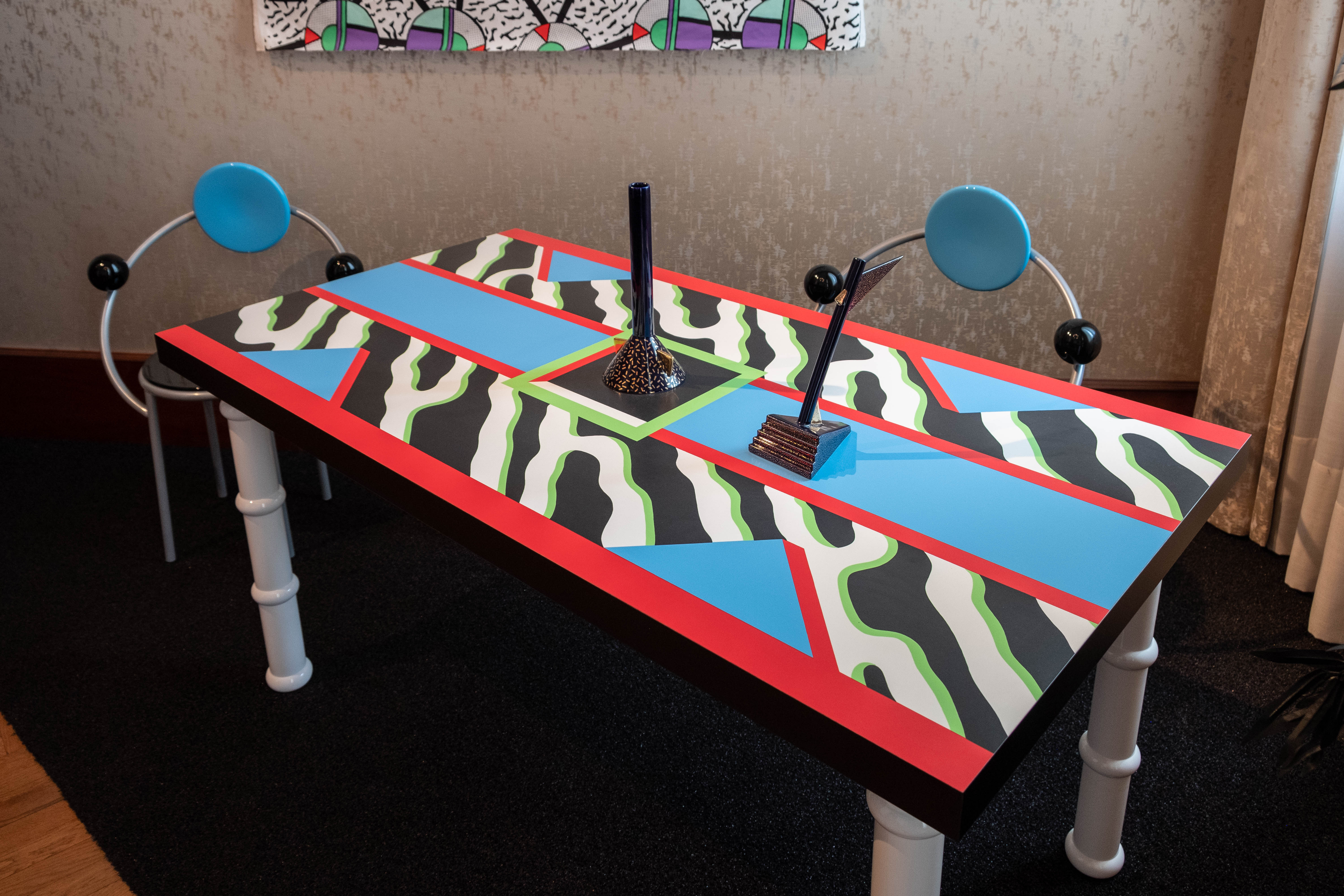
Mesa MADRAS por Natalie Du Pasquier de 1986

### Pintura
En 1985, Du Pasquier comenzó a pintar y en 1987 se convirtió en su medio principal. Está representada internacionalmente por Pace Gallery  y Galerie Greta Meert en Bruselas.  Su trabajo ha sido objeto de varias exposiciones de estudio. En 2015, Nathalie Du Pasquier inauguró una exposición individual en Berlín, Alemania, titulada "Big Game". Esta exposición incluyó 35 años de su obra de arte, que data de 1980.  El Instituto de Arte Contemporáneo de la Universidad de Pensilvania inauguró una exposición titulada "Grandes objetos no siempre silenciosos" en 2016, que contiene años de dibujos abstractos, esculturas y figuras figurativas. pinturas.  Du Pasquier se exhibió en el Palacio de Tokio de París, en la exposición colectiva de 2019 "Future, Former, Fugitive".

### Trabajo de diseño en solitario
Du Pasquier ha seguido diseñando textiles, incluidos patrones para ropa producida por American Apparel desde 2014  y mantas y otra ropa de cama, con su marido George Sowden , para Zig Zag Zurich en 2015.
Su reciente exposición en Módena, Italia, incluye siete de las esculturas de Du Pasquier. El sitio titulado "BRIC" fue creado por la sede de la marca de cerámica Mutina en octubre de 2019. El sitio mostraba ladrillos de colores y texturas que mostraban su dualidad de arte y arquitectura. El propósito de la exhibición debe ser interpretado por el espectador. La colección tuvo tal éxito que MUT creó a la venta un material de ladrillo similar al de Du Pasquier. El producto Brac' está disponible en cinco texturas y puede utilizarse para la construcción de paredes. Más adelante en la carrera de Du Pasquier, incursionó en el diseño de lujo, diseñando pañuelos de seda para Hermès y vestidos para Valentino .

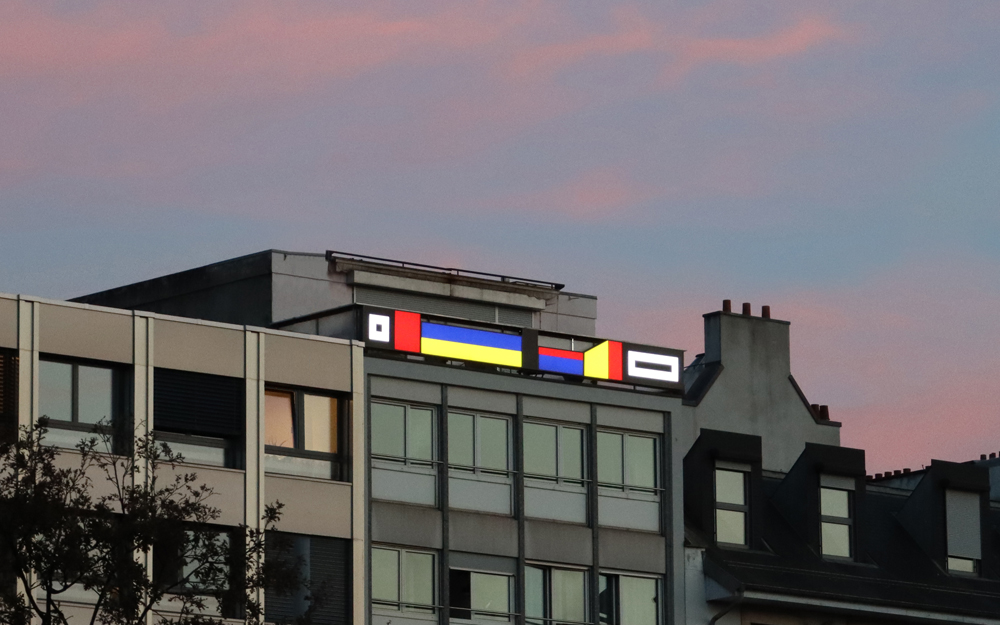
Instalación permanente de neon en Genova

## Estilo de trabajo
Durante las últimas dos décadas, Du Pasquier quedó fascinado con la imagen de objetos bidimensionales y tridimensionales. Durante un largo período de tiempo creó naturalezas muertas intercambiando objetos cotidianos. Más tarde construyó estructuras de madera que representaban objetos con un ojo real para la dimensión y la simetría.  La obra de arte de Du Pasquier consiste en formas y colores atrevidos.  Sus pinturas y figuras representan un giro en el arte abstracto.  Ella no está a favor del uso de gráficos de alta tecnología en su arte. La mayoría de sus obras las completa posteriormente con lápiz y papel.  Du Pasquier dice que se esfuerza por reunir "elementos que sean interesantes de pintar".
Du Pasquier describió la relación entre sus primeros trabajos y sus trabajos posteriores como "una cadena de pensamientos que se suceden. Sería imposible no conectar los dos, incluso si en cierto momento decidiera convertirme en pintora".

## Obras y publicaciones
- 10 Tappeti Moderni = 10 alfombras modernas, 1986, con George Sowden
- Viaje tranquilo, 1993
- Nathalie du Pasquier, 2001, con Peter Cherry
- Nathalie du Pasquier: dominó, 2002.
- Organizar las cosas: una retórica de la colocación de objetos (ilustrador), 2003, con Leonard Koren
- Cuadros cuadrados, 2011
- 1/16 de Pasquier, 2011
- ¡Peligro! ¡Flores!, 2012 con Steve Piccolo
- Nathalie du Pasquier: No te tomes en serio estos dibujos, 2015, con Omar Sosa
- How Many, 2022